# Trigonocyttara clandestina
Trigonocyttara clandestina är en fjärilsart som beskrevs av Turner 1945. Trigonocyttara clandestina ingår i släktet Trigonocyttara och familjen träfjärilar. Inga underarter finns listade i Catalogue of Life.